# Luis Fernández Teijeiro
Luis Fernández Teijeiro (Burela, 23 september 1993) is een Spaans voetballer die bij voorkeur als aanvaller speelt. Hij stroomde in 2011 door vanuit de jeugd van Deportivo La Coruña.

## Clubcarrière
Fernández is een jeugdproduct van Deportivo La Coruña. Tijdens het seizoen 2012/13 scoorde hij 21 doelpunten voor het tweede elftal, dat op dat moment actief was in de Tercera División. Hij debuteerde op 17 augustus 2013 in het eerste team van Deportivo, in een wedstrijd tegen UD Las Palmas in de Segunda División. Op 3 november 2013 scoorde hij zijn eerste doelpunt voor Deportivo, in een met 2-0 gewonnen wedstrijd thuis tegen Real Madrid Castilla.

## Clubstatistieken
| Seizoen | Club                   | Land                   | Competitie | Competitie | Beker | Beker | Overig | Overig | Totaal | Totaal |
| Seizoen | Club                   | Land                   | Wed.       | Dlp.       | Wed.  | Dlp.  | Wed.   | Dlp.   | Wed.   | Dlp.   |
| ------- | ---------------------- | ---------------------- | ---------- | ---------- | ----- | ----- | ------ | ------ | ------ | ------ |
| 2013/14 | Deportivo La Coruña    | La Liga 2              | 28         | 5          | 2     | 1     | –      | –      | 30     | 6      |
| 2014/15 | → CD Lugo              | La Liga 2              | 26         | 5          | 1     | 0     | –      | –      | 27     | 5      |
| 2015/16 | → SD Huesca            | La Liga 2              | 28         | 4          | 1     | 1     | –      | –      | 29     | 5      |
| 2016/17 | AD Alcorcón            | La Liga 2              | 4          | 0          | 1     | 1     | –      | –      | 5      | 1      |
| 2016/17 | UCAM Murcia            | La Liga 2              | 5          | 0          | 0     | 0     | –      | –      | 5      | 0      |
| 2017/18 | Deportivo La Coruña II | Primeria División RFEF | 12         | 5          | –     | –     | 2      | 0      | 14     | 5      |
| 2018/19 | UCAM Murcia            | Primeria División RFEF | 17         | 9          | 0     | 0     | –      | –      | 17     | 9      |
| 2019/20 | Asteras Tripolis       | Super League 1         | 25         | 10         | 2     | 1     | –      | –      | 27     | 11     |
| 2020/21 | Asteras Tripolis       | Super League 1         | 20         | 7          | 1     | 0     | –      | –      | 21     | 7      |
| 2021/22 | Khor Fakkan            | UAE Pro League         | 2          | 0          | 0     | 0     | –      | –      | 2      | 0      |
| 2021/22 | Wisła Kraków           | Ekstraklasa            | 9          | 3          | 1     | 0     | –      | –      | 10     | 3      |
| 2022/23 | Wisła Kraków           | I liga                 | 29         | 20         | 2     | 0     | 1      | 0      | 32     | 20     |
| 2023/24 | Lechia Gdańsk          | I liga                 | 0          | 0          | 0     | 0     | 0      | 0      | 0      | 0      |
| Totaal  | Totaal                 | Totaal                 | 205        | 68         | 11    | 4     | 3      | 0      | 219    | 72     |

- Bijgewerkt t/m 15 juli 2023